# Варегово (станция)
Варе́гово (ранее — Широкая) — бывшая железнодорожная станция Северо-западного направления Северной железной дороги на ветке Ваулово — Варегово, ныне парк станции Ваулово. Расположена в селе Варегово Большесельского района Ярославской области.
Платформа Варегово в парке была конечной для пригородных поездов на Ваулово. Пассажирское сообщение отсутствует с 2016 года.